# Quartier de l'Arsenal
Pour les articles homonymes, voir Arsenal (homonymie).
Le quartier de l’Arsenal est le 15e quartier administratif de Paris situé à l'est du 4e arrondissement.

Localisation administrative du quartier dans le 4e arrondissement actuel.
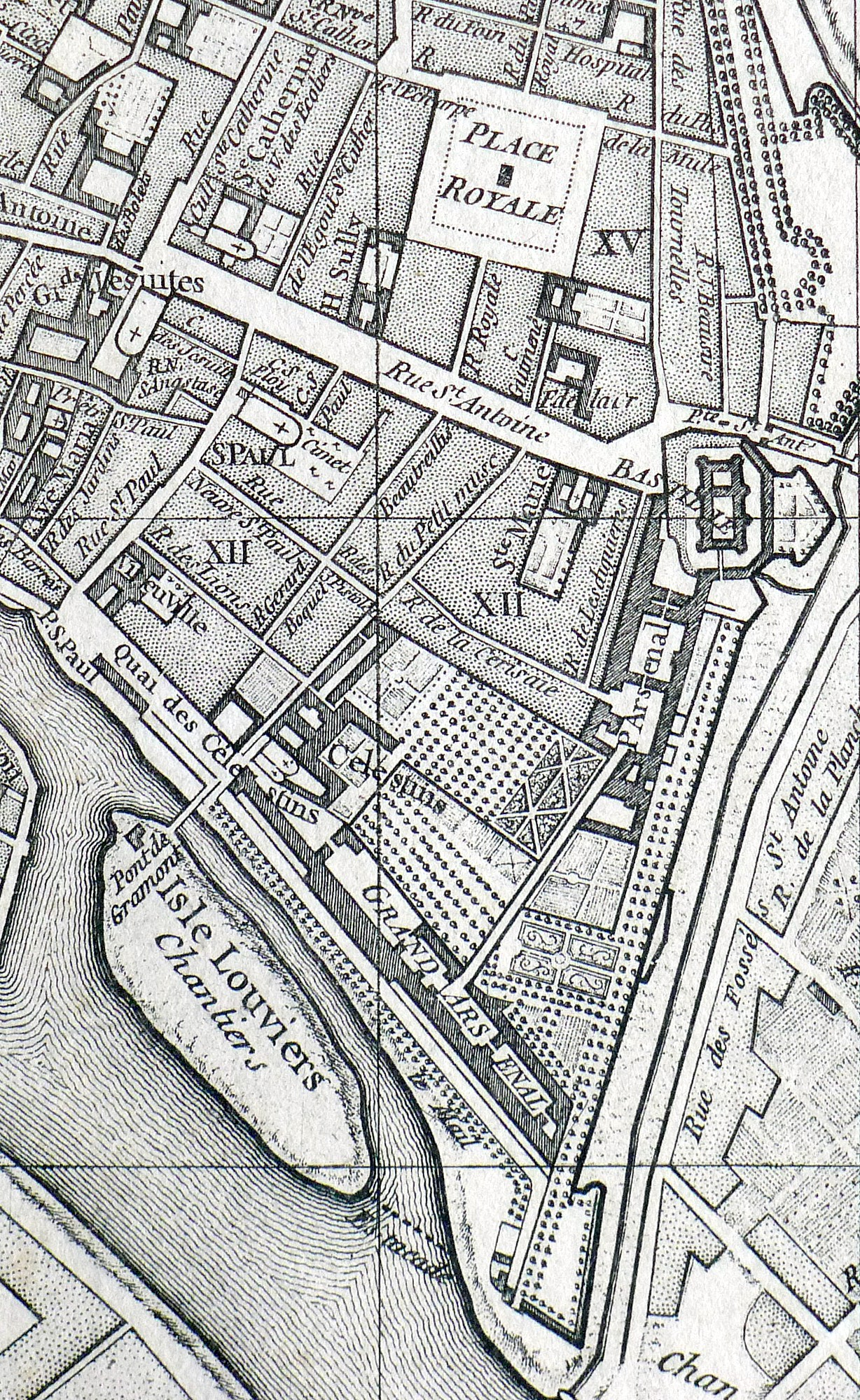
Quartier de l'Arsenal sur le plan de Vaugondy (1760).
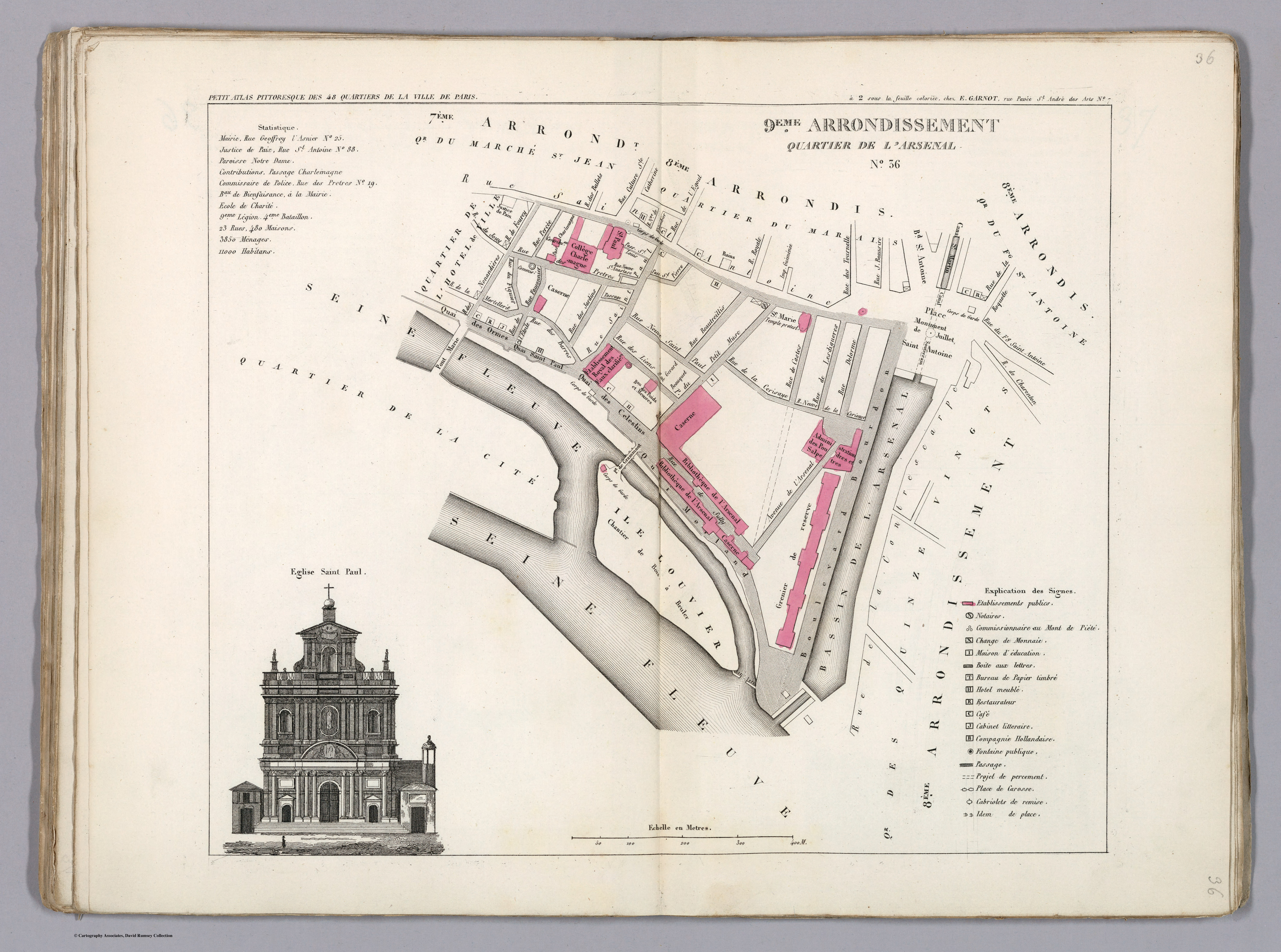
Plan du quartier de l'Arsenal dans l'ancien 9e arrondissement en 1834.

## Historique et description
Au sens restreint, le quartier de l'Arsenal forme un triangle entre le quai Henri-IV le long de la Seine, le bassin de l'Arsenal et le boulevard Henri-IV.
Au sens administratif, il est délimité par le quai Henri-IV au sud, la  rue Saint-Paul et la rue de Turenne à l'ouest, la rue du Pas-de-la-Mule et la place des Vosges au nord, le boulevard Beaumarchais, la place de la Bastille et le boulevard Bourdon à l'est.
Le quartier doit son nom à la présence, depuis 1533, de l'arsenal du Roi ou Grand-Arsenal, qui s'étendait le long de la Seine, de la rue du Petit-Musc, jusqu'à l'enceinte de Charles V. Sous Louis XIV, l'Arsenal devint un magasin d'armes et servit de chambre de justice. En 1757, le marquis de Paulmy d'Argenson (1722-1787), bailli de l'artillerie, y créa une bibliothèque, dite aujourd'hui bibliothèque de l'Arsenal, l'une des plus importantes de Paris au XIXe siècle. Entre 1807 et 1871 se dressait le grenier de réserve le long du bassin de l'Arsenal. L'île Louviers fut rattachée à la rive en 1847.
Depuis 1983, le bassin de l'Arsenal abrite un port de plaisance (le port de l'Arsenal). Dans ce quartier se situe une station de métro abandonnée, la station Arsenal.